# اتفاقية البلدان الأمريكية لمكافحة الإرهاب
اتفاقية البلدان الأمريكية لمكافحة الإرهاب تم اعتمادها من قبل الدول الأعضاء في منظمة الدول الأمريكية في جمعيتها العامة التي عقدت في بريدجتاون، بربادوس في 3 يونيو 2002. إن الاتفاقية، التي تم التفاوض عليها بموجب تفويض من وزراء خارجية منظمة الدول الأمريكية بعد وقت قصير من الهجمات الإرهابية في 11 سبتمبر 2001 في الولايات المتحدة، تعكس التزام الأمريكتين على مستوى نصف الكرة الأرضية بتعزيز التعاون في مكافحة الإرهاب.
أهداف الاتفاقية باختصار:
- تحسين التعاون الإقليمي في مكافحة الإرهاب، وبالتالي تعزيز الأمن في نصف الكرة الغربي.
- تلزم الأطراف بالسعي للتوقيع والتصديق على صكوك الأمم المتحدة ذات الصلة لمكافحة الإرهاب (عنصر رئيسي في قرار مجلس الأمن التابع للأمم المتحدة 1373).
- تلزم الأطراف باستخدام توصيات مجموعة العمل المالي والكيانات المتخصصة الأخرى كمبادئ توجيهية في اتخاذ تدابير لمنع تمويل الإرهاب ومكافحته والقضاء عليه.
- ترفض توفير الملاذ الآمن للإرهابيين المشتبه بهم، كلاجئين وطالبي لجوء، وتنفي استخدام استثناء الجريمة السياسية من قبل الإرهابيين المشتبه بهم لمنع تسليم المجرمين أو تقديم المساعدة القانونية المتبادلة.
- توسع الأعمال الإرهابية التي تغطيها صكوك الأمم المتحدة لمكافحة الإرهاب ذات الصلة إلى الجرائم المالية (على سبيل المثال، غسيل الأموال) والأحكام الأخرى لاتفاقية الأمم المتحدة لمكافحة الجريمة المنظمة عبر الوطنية . ومن ثم، فإن اتفاقية منظمة الدول الأمريكية تضع بالتفصيل للاستخدام الإقليمي مجموعة متنوعة من الأدوات القانونية التي أثبتت فعاليتها في مكافحة الجريمة المنظمة عبر الوطنية في السنوات الأخيرة.
- تعزز التعاون في عدد من المجالات، بما في ذلك: تبادل المعلومات حول تدابير مراقبة الحدود وإجراءات إنفاذ القانون؛ تعيين نقطة اتصال وطنية واحدة كحلقة وصل مع الدول الأخرى والهيئات ذات الصلة؛ تبادل الخبرات والتدريب؛ المساعدة التقنية والمساعدة القانونية المتبادلة.
- تظهر التضامن الإقليمي في مكافحة الإرهاب.
- تسهيل تنفيذ عدد من التفويضات الواردة في قرار مجلس الأمن التابع للأمم المتحدة رقم 1373 وتوسيع قدرة الدول الموقعة على العمل بناءً على بعض التوصيات الواردة في القرار.

حتى الآن، تم التوقيع على الاتفاقية من قبل 33 من أصل 34 دولة عضو نشطة وصادقت عليها 24 دولة.
الإشراف على الاتفاقية هو مهمة لجنة البلدان الأمريكية لمكافحة الإرهاب التابعة لمنظمة الدول الأمريكية.